# 2010 в Україні
2010 в Україні — це перелік головних подій, що відбулись у 2010 році в Україні. Також подано список відомих осіб, що померли в 2010 році. Крім того, зібрано список пам'ятних дат та ювілеїв 2010 року. З часом буде додано відомих українців, що народилися в 2010 році.

## Пам'ятні дати та ювілеї
- 125 років (серпень 1885) від часу заснування Національного технічного університету «Харківський політехнічний інститут», як Харківського практичного технологічного інституту — першого технічного вищого навчального закладу в Наддніпрянській (підросійській) Україні.[1]
- 750 років з часу першої згадки м. Бучача (1260)
- 10 березня — 100 років тому (1910) в Тернополі вперше в Україні перевидано «Русалку Дністрову».
- 1 вересня — 50 років тому (1960) відкрито Тернопільський національний технічний університет імені Івана Пулюя.

### Видатних особистостей
- 16 лютого — 100 років від дня народження етнографа, фольклориста, поліглота Федора Маковського (1895—1959).
- 5 березня — 150 років від дня народження українського громадсько-політичного діяча, адвоката, економіста, публіциста Євгена Олесницького (1860—1917).
- 19 березня — відома українська поетеса Ліна Костенко відзначила ювілей — 80 років. Вдруге (з 2005 року) розгорнулась компанія номінування Ліни Василівни на здобуття Нобелівської премії
- 19 квітня — 100 років від дня народження українського живописця, графіка Петра Обаля (1900—1987).

## Події
- 13 січня — Апеляційний суд міста Києва визнав, що Сталін, Молотов, Каганович, Постишев, Косіор, Чубар та Хатаєвич вчинили злочин геноциду українського народу, передбачений Кримінальним кодексом України[2]
- 17 січня — перший тур виборів президента України визначив переможцями Віктора Януковича та Юлію Тимошенко
- 22 січня — Президент України Віктор Ющенко присвоїв Степану Бандері звання Героя України[3]
- 24 січня — жіноча збірна України виграла Чемпіонат Європи з індорхокею
- 1 лютого — головним тренером збірної України з футболу призначено наставника харківського «Металіста» Мирона Маркевича, його асистентом став Юрій Калитвинцев, який з юнацькою збірною України виграв чемпіонат Європи 2009 року
- 12 лютого — законом України місто Калуш та села Кропивник і Сівка-Калуська Калуського району Івано-Франківської області оголошені зоною надзвичайної екологічної ситуації
- 25 лютого — інавгурація 4-го Президента України Віктора Януковича
- 2 березня — Голова Верховної Ради України Володимир Литвин оголосив про припинення діяльності коаліції
- 3 березня — Верховна Рада України 243 голосами відправила уряд Юлії Тимошенко у відставку
- 20 березня — співачка Олена Кучер здобула право представляти Україну на Євробаченні-2010.
- 6 квітня — Президент України Віктор Янукович ліквідував Національну конституційну раду і ще низку комісій, утворених при попередньому президенті; затвердив склад Радбезу України
- 21 квітня — у Харкові президенти Росії Медведєв та України Янукович підписали угоду про базування Чорноморського флоту Росії в Севастополі до 2042 року.
- 16 липня — в Одесі почався Перший Одеський міжнародний кінофестиваль
- 27 вересня — офіційно відкрито першу частину (залізничну) Моста Кірпи в Києві, мостом почали курсувати потяги.[4]
- 1 жовтня — Конституційний Суд України скасував політреформу 2004 року, поновив чинність Конституції 1996 року та звернувся до органів державної влади з вимогою невідкладно узгодити українське законодавство з Основним Законом
- 31 жовтня — в Україні відбулись вибори до місцевих рад

## Особи

### Призначено, звільнено
- 7 лютого — Президентом України обраний лідер опозиційної Партії регіонів Віктор Янукович, який набрав 48,95 % голосів виборців; за чинного прем'єра Юлію Тимошенко віддали голос 45,47 %
- 11 березня — Верховна Рада призначила Миколу Азарова прем'єр-міністром України і затвердила склад його уряду. Головою Служби Безпеки України призначений Валерій Хорошковський

### Померли
- 18 січня — Іван Биков, український актор, у 1960—1988 — актор Тернопільського обласного драматичного театру
- 8 лютого — Федір Муравченко, головний конструктор і керівник Запорізького машинобудівного конструкторського бюро «Прогрес», член-кореспондент НАН України
- 25 лютого — Ярослав Дашкевич, український історик
- 28 квітня — Василь Олійник, український вчений у галузі економіки агропромислового комплексу, голова Тернопільського облвиконкому (1990—1992), голова Тернопільської обласної ради (1998—2002)
- 24 травня — Євген Нейко, академік АМН України
- 26 травня — Лесь Сердюк, актор театру та кіно, Народний артист України (1996)
- 29 травня — Ілько Кучерів, один з засновників Народного руху та засновник і директор фонду «Демократичні ініціативи»
- 9 червня — Олександр Зінченко, український політик і журналіст.
- 12 червня — Юрій Некрутенко, ентомолог, перекладач.
- 15 червня — Юрій Іллєнко, кінорежисер, кінооператор, сценарист, Народний артист України, лауреат Національної премії України імені Тараса Шевченка, академік Академії мистецтв України.
- 24 червня — Ярослав Ісаєвич, український історик, громадський діяч, академік НАН України, президент Міжнародної асоціації україністів, директор Інституту українознавства ім. І. Крип'якевича НАН України.
- 30 червня — Сергій Кримський, український філософ, культуролог, лауреат Шевченківської премії (2005)
- 4 липня — Віктор Скопенко, ректор Київського університету (1985—2008), академік НАН України, Герой України
- 30 липня — Микола Мозговий, український естрадний співак, композитор-пісняр, народний артист України (1993).
- 7 серпня — Леся Ставицька, доктор філологічних наук.
- 18 серпня — Олесь Ульяненко, український письменник, лауреат малої Шевченківської премії 1997 року.
- 25 серпня — Валентин Єжов, український радянський архітектор. Автор проєктів забудови столичних мікрорайонів Троєщина і Теремки.
- 3 жовтня — Віра Роїк, українська вишивальниця, Заслужений майстер народної творчості, Герой України
- 9 листопада — Петро Римар, український архітектор, член Національної спілки архітекторів України, член International Council on Monuments and Sites (ICOMOS) (Міжнародної ради з питань пам'яток і визначних місць), член Українського національного комітету ICOMOS, член Українського товариства охорони пам'яток історії та культури (УТОПІК).
- 23 листопада — Павло Ледньов, український радянський спортсмен, п'ятиборець, дворазовий олімпійський чемпіон
- 24 листопада — Ігор Павлов, український авіабудівник, заступник генерального конструктора АНТК ім. О. К. Антонова
- 26 листопада — Параска Королюк (відома як баба Параска), активна учасниця Помаранчевої революції
- 7 грудня — Юрій Спіженко, український хірург, академік АМНУ, міністр охорони здоров'я України у 1989—1994 роках

## Шевченківська премія
- Андрусяк Михайло Миколайович, публіцист — за документально-художню трилогію «Брати грому», «Брати вогню», «Брати просторів»
- Бабак Микола Пантелеймонович, автор проєкту та художнього оформлення, та Найден Олександр Семенович, автор тексту — за монографію «Народна ікона Середньої Наддніпрянщини XVIII — XX ст. в контексті селянського культурного простору»
- Ганжа Степан Олександрович, майстер народного мистецтва — за мистецьку серію килимів
- Іванов Дмитро Йосипович, поет — за книгу поезій «Село в терновому вінку»
- Ковтун Віктор Іванович, художник — за цикл живописних робіт «Мій край — Слобожанщина»
- Козак Богдан Миколайович, артист — за концертне виконання поетичних композицій «Євангеліє від Тараса» та «Думи» за творами Тараса Шевченка
- Колодуб Левко Миколайович, композитор — за симфонію № 9 «Sensilis moderno» («Новітні відчуття»), симфонію № 10 «За ескізами юних літ», симфонію № 11 «Нові береги»
- Лавро Костянтин Тихонович, художник — за ілюстрації до творів класиків вітчизняної літератури та монументальні розписи на тему українських народних казок у Київському академічному театрі ляльок
- Москалець Галина Василівна (Галина Пагутяк), письменниця — за книгу прози «Слуга з Добромиля»
- Пахльовська Оксана Єжи-Янівна, письменниця — за книгу публіцистики «Ave, Europa!»

## Засновані, створені
- 1 січня — Національний природний парк «Тузловські лимани».
- 22 січня — Хотинський національний природний парк.
- 3 лютого — Національний природний парк «Дністровський каньйон».
- 10 лютого — Нижньосульський національний природний парк.
- 22 лютого — Національний природний парк «Цуманська пуща»
- 23 лютого — Національний природний парк «Олешківські піски».
- 22 серпня — у Тернополі відкрили унікальний пам'ятник Соломії Крушельницькій.
- Церква Успіння Пресвятої Богородиці (Полонне)
- Церква Пресвятої Трійці (Хмельницький)